# Powodzenia, Leo Grande
Powodzenia, Leo Grande (ang. Good Luck to You, Leo Grande) – brytyjski komediodramat z 2022 roku w reżyserii Sophie Hyde. W głównych rolach wystąpili Emma Thompson i Daryl McCormack. Zdjęcia kręcono w Londynie i Norwich. 
Film miał premierę 22 stycznia 2022 roku na Sundance Film Festival. Na ekrany polskich kin wszedł 15 lipca 2022 roku.

## Fabuła
Nancy Strokes jest emerytowaną nauczycielką i wdową. Jej zmarły mąż był jej jedynym partnerem seksualnym, a monotonne współżycie z nim sprawiło, że Nancy zamknęła się w sobie, nabawiła kompleksów i zaczęła sama przed sobą skrywać swoje pragnienia. Postanawia skorzystać z płatnych usług przystojnego i znacznie młodszego od niej Leo Grande, z którym umawia się w pokoju hotelowym. Z jego pomocą kobieta uczy się akceptować własne ciało i zaspokajać swoje potrzeby tak, żeby poczuć się w końcu wartościową.

## Obsada
- Emma Thompson jako Nancy Stokes
- Daryl McCormack jako Leo Grande
- Isabella Laughland jako Becky
- Carina Lopes jako kelnerka
- Charlotte Ware jako kelnerka
- Les Mabaleka jako doręczyciel
- Lennie Beare jako rowerzysta[2]

## Odbiór

### Reakcja krytyków
Film spotkał się z dobrą reakcją krytyków. W agregatorze recenzji Rotten Tomatoes 93% z 217 recenzji uznano za pozytywne. Z kolei w agregatorze Metacritic średnia ważona ocen z 34 recenzji wyniosła 78 punktów na 100.

## Nagrody i nominacje
| Nagroda                         | Kategoria                                                                                     | Wynik     |
| ------------------------------- | --------------------------------------------------------------------------------------------- | --------- |
| British Independent Film Awards | Najlepszy brytyjski film niezależny (Adrian Politowski, Debbie Gray, Katy Brand, Sophie Hyde) | nominacja |
| British Independent Film Awards | Najlepszy reżyser (Sophie Hyde)                                                               | nominacja |
| British Independent Film Awards | Najlepszy scenariusz (Katy Brand)                                                             | nominacja |